# Moeno Sakaguchi
Moeno Sakaguchi (阪口 萌乃 Sakaguchi Moeno?,  nacido el 4 de junio de 1992 en Kanagawa) es una futbolista japonesa que jugaba como centrocampista.
Sakaguchi jugó 4 veces para la selección femenina de fútbol de Japón. Sakaguchi fue elegida para integrar la selección nacional de Japón para los Fútbol en los Juegos Asiáticos de 2018.

## Trayectoria

### Clubes
| Club            | País  | Año    |
| --------------- | ----- | ------ |
| Albirex Niigata | Japón | 2013 - |

### Selección nacional
| Selección | País  | Año    |
| --------- | ----- | ------ |
| Absoluta  | Japón | 2018 - |

## Estadística de equipo nacional
| Selección femenina de fútbol de Japón | Selección femenina de fútbol de Japón | Selección femenina de fútbol de Japón |
| Año                                   | Partidos                              | Goles                                 |
| ------------------------------------- | ------------------------------------- | ------------------------------------- |
| 2018                                  | 4                                     | 1                                     |
| Total                                 | 4                                     | 1                                     |